# Arepa

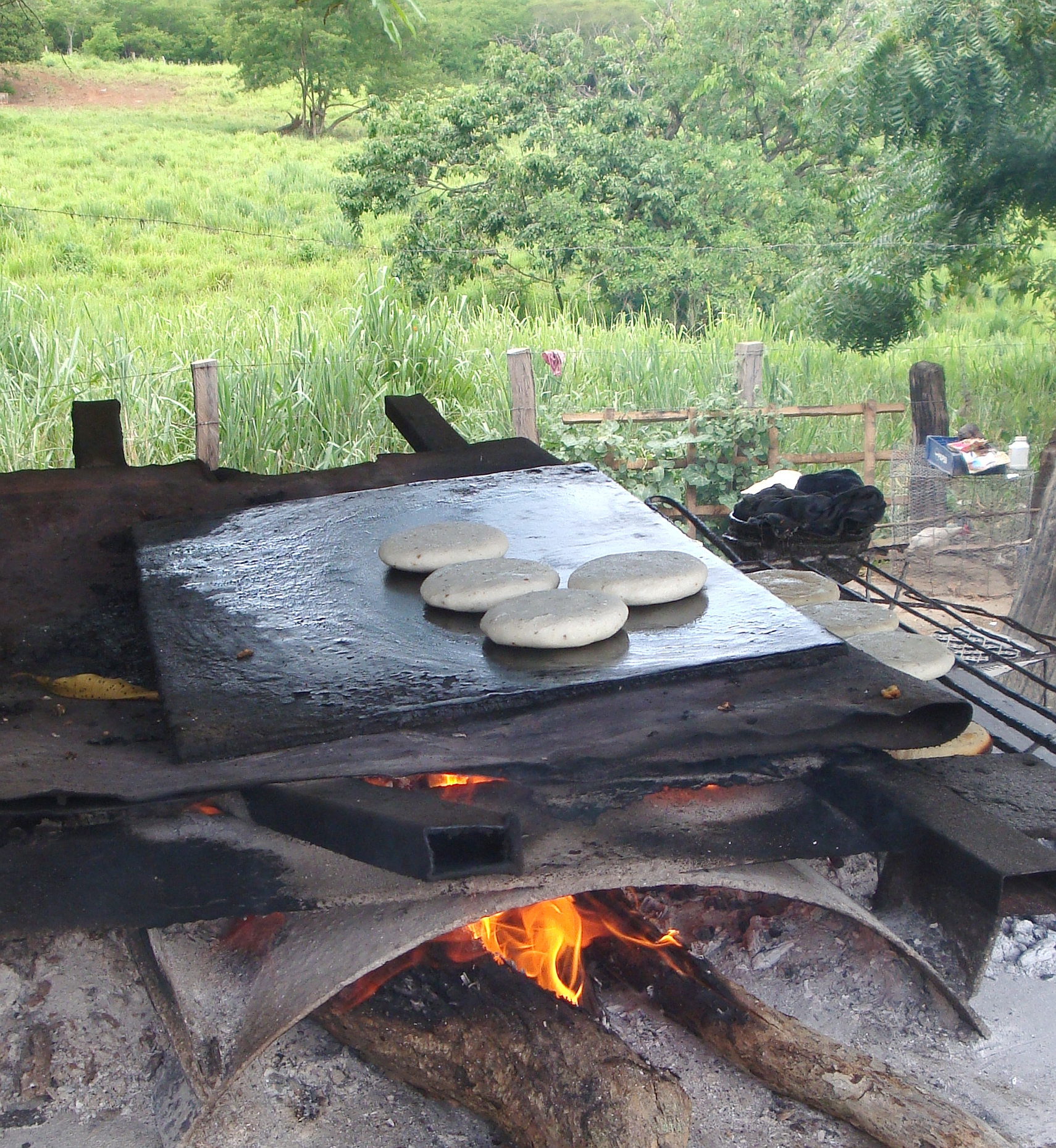
Arepas assadas à lenha.

A arepa é um prato de massa de pão feito com milho moído ou com farinha de milho pré-cozido nas culinárias populares e tradicionais da Bolívia, Colômbia, Venezuela e Panamá (onde é conhecido como tortilla e changa). É um dos pratos tradicionais e emblemáticos da Colômbia e Venezuela. É também um prato comum nas Ilhas Canárias e na Madeira devido à emigração venezuelana e ex-emigrantes dessas regiões.[carece de fontes?]

## História

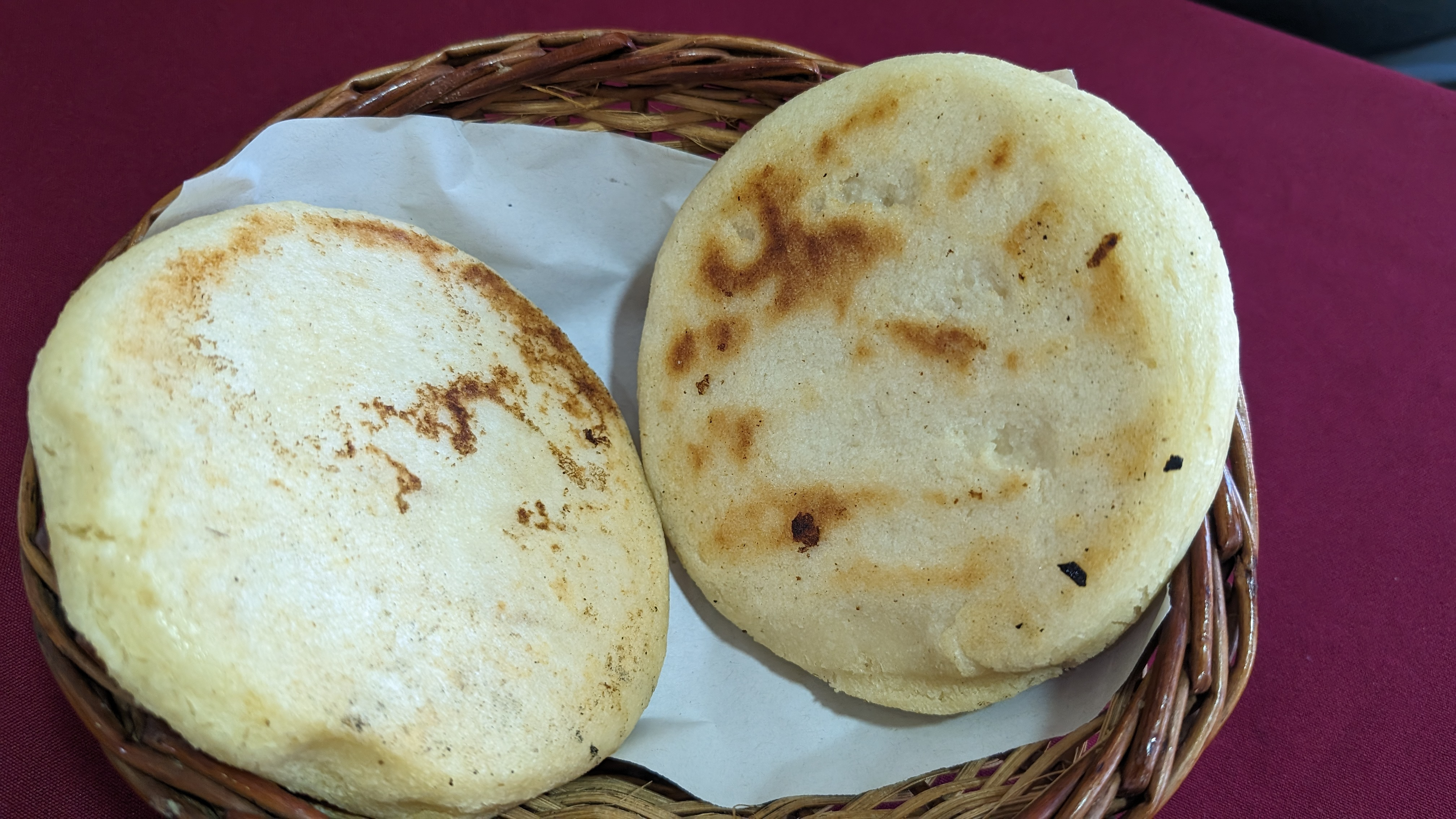
Arepas venezuelanas

A arepa era preparada e consumida pelos ameríndios do atual território da Colômbia, Panamá e Venezuela antes da chegada dos espanhóis; hoje é considerada um ícone gastronômico da Colômbia e Venezuela, e uma herança comum compartilhada por essas nações.
A referência mais antiga ao vocábulo arepa é fornecido a Galeotto Cei em sua «Viaje y descripción de las Indias (1539-1553)»:

Eles fazem um outro tipo de pão com milho da maneira que fazem as tortilhas, de um dedo de espessura, redondo e grande como um prato francês, ou um pouco a menos, e os põe para cozinhar em uma frigideira sobre o fogo, espalhando-a com graxa para evitar a degola, virando até ficar cozido em ambos os lados e a esta classe os chamam fecteguas areppas.— G. Cei